# Кифоренко Віктор Петрович
Віктор Петрович Кифоренко (нар. 2 жовтня 1988, Умань, Україна) — український стрибун на акробатичній доріжці.

## Життєпис
Народився 2 жовтня 1988 року в місті Умань. Спортивною акробатикою почав займатися у віці дев'яти років. 2003 року переїхав до Вінниці на запрошення тренера Михайла Трофименка. Навчався у Вінницькому педінституті. Згодом переїхав до Кам'янця-Подільського, де вступив до місцевого університету.
Учасник Чемпіонатів світу зі стрибків на батуті 2009, 2010, 2011, 2013, 2014 та 2015 років. 2010 року став чемпіоном світу та Європи у своїй дисципліні. Бронзовий призер Всесвітніх ігор 2009 та чемпіон Всесвітніх ігор 2013.